# Andrea Ammon

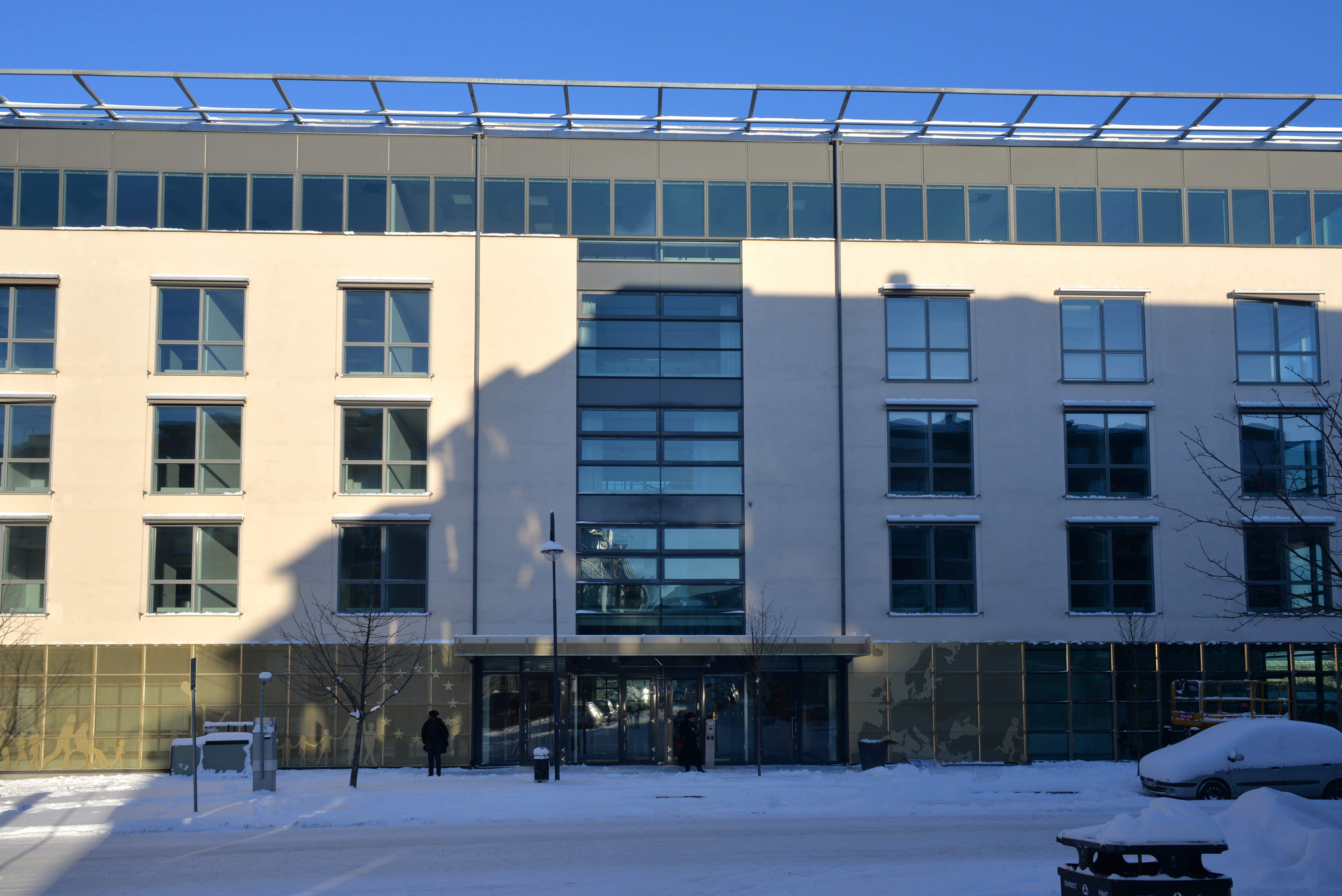
Sede del Centro Europeo para la Prevención y Control de Enfermedades.

Andrea Ammon es una médica alemana que ejerció como directora del Centro Europeo para la Prevención y Control de Enfermedades (ECDC, por sus siglas en inglés) en Solna, Suecia, desde junio de 2017 hasta junio de 2024.

## Biografía
Andrea Ammon, desempeñó varios cargos en el Instituto Robert Koch de Berlín, en especial Jefa del Departamento de Epidemiología de Enfermedades Infecciosas. Como tal, mantuvo y desarrolló el sistema de vigilancia nacional alemán; coordinó el equipo nacional de respuesta a brotes de infecciones transmisibles y emergentes; planificación coordinada de emergencia para la gripe; dirigió el Programa nacional de capacitación en epidemiología de campo; coordinó programas de investigación epidemiológica en enfermedades infecciosas y proporcionó asesoramiento científico a los ministerios gubernamentales, los miembros del Parlamento y al público, en general.
En 2005 se unió al Centro Europeo para la Prevención y Control de Enfermedades (ECDC) como Jefa de la Unidad de Vigilancia en 2005. La unidad fue responsable de desarrollar el Sistema Europeo de Vigilancia (TESSy), implementar una estrategia de vigilancia a largo plazo para la Unión Europea (UE), evaluando las Redes de Vigilancia Dedicadas (DSN), realizando una transferencia paso a paso de las actividades de DSN al ECDC, revisando las definiciones de caso de la UE y realizando un Informe Epidemiológico Anual sobre enfermedades infecciosas en la UE. Entre abril de 2011 y abril de 2015, Andrea Ammon fue Subdirectora y Directora de la Unidad de Gestión y Coordinación de Recursos. El 22 de marzo de 2017 fue elegida por la Junta Directiva del ECDC como nueva Directora del ECDC por un período de cinco años y formalmente tomó posesión el 16 de junio de 2017.